# Мещера

Одна з версій розселення племен у IX сторіччі

Меще́ра, інколи мещора (рос. мещёра) — фіно-угорське плем'я, яке жило на теренах Мещерської низовини між річками Ока і Клязьма, а також Волги; на території сучасних Московської, Владимирської та Рязанської областей.
Етнонім, можливо, сходить до мокшанського «меш» («бджоли») та ерзянської самоназви «ерзя»[джерело?].
Перше письмове джерело, яке згадує їх, є церковнослов'янська Тлумачна Палея XIII сторіччя. Вони також згадуються в декількох пізніших московитських джерелах XVI сторіччя.
Іван II, князь Московський, написав у своєму наказі від 1358 року про селище Мещорка, яке він купив у мещерського вождя Олександра Уковича. Село було похрещене і було під владою Московії. Декілька документів згадують мещеру з приводу казанської війни у XVI сторіччі. Ці джерела стосуються Мещерської держави (під можливим ім'ям Темниковська Мещера, за його центральним містом Темников), яке пізніше було заселене мордвою і татарами.
Князь Курбський відзначав, що мордовська мова звучала в його часи в Мещерських землях[джерело?].

## Археологія
У селі Жабки (Єгор'євського міського округу Московської області), у 1870 році були знайдені мещерські поховання (жіночі бронзові прикраси, які датовані V–VIII сторіччям). Подібні пошуки скоро дали результати в Рязанській області і Владимирській області, надаючи можливість археологам встановити, що характеризувало мещерську матеріальну культуру. 12 таких поховань були знайдені від Москви-ріки, уздовж Оки до міста Касимов. Загальною є думка, що Оксько-Рязанська культура ідентична Мещерській.

## Зникнення
У долині річки Оки мещерська культура зникла у XI сторіччі. Немає ніяких вказівок що до геноциду, але швидкі зміни, показують, що мещера була асимільована слов'янами.
На болотистій півночі, вони залишилися і були похрещені. Слов'яни не були зацікавлені в заболочених землях і дозволили мещері залишитися протягом якогось часу. Мещерська шляхта була асимільована у XIII сторіччі, але мещерські рибалки та мисливці зберігали мову і релігію набагато довше. У XVI сторіччі, щоб охрестити мещеру, було засновано Радовитський монастир. Можливо, що вони все ще говорили своєю старою мовою на той час.
Племенні вожді стали московською шляхтою. Мещера не зникли безслідно. Їх звичаї, культурні та господарські навички передалися наступним поколінням, представники яких стали частиною російського народу, багато в чому визначивши його характер та самобутність.
Назва племені відобразилась у поодиноких сучасних російських назвах. А саме: Мещерський національний парк, пос. Мещерское (Московська обл. 55°16′51″ с. ш. 37°37′55″ в. д.), село Мещерское (Московськаа обл. 55°16′25″ с. ш. 37°37′05″).
Також існував відомий російський дворянський рід Мещерських.

## Залишки етносу
Етнографи розглядають сучасну мещеру як субетнос в межах російського етносу. Вони є російськомовними, живуть у великих лісах на межі між Московською, Рязанською і Владимирською областями. Антропологічно вони загалом темні й середньої висоти, продовжують жити як рибалки, бджолярі та мисливці.
Останній радянський перепис, що фіксує мещеру, був у 1926 році. За пояснюванням перепису мещера є окремим народом від мішарів (мещеряків), що відрізняється від цієї тюркської групи культурою, побутом та, ймовірно, походженням. У межах Пензенською губернії, що зосереджені переважно у Бєднодемьяновському й Чембарському повітах, нараховувалося близько 40 тисяч мещери.